# Campionati del Mediterraneo di lotta 2015
I campionati del Mediterraneo di lotta 2015 si sono svolti dal 18 al 19 aprile 2015presso il Pabellón Exterior del Consejo Superior de Deportes di Madrid, in Spagna.
I campionati sono stati organizzati dalla Federazione spagnola di lotta sotto l'egida del Comitato Mediterraneo delle Lotte Associate (CMLA).

## Podi

### Uomini

#### Lotta greco-romana
| Evento        | Oro               | Argento                  | Bronzo                                |
| Fino a 59 kg  | Albert Baghumyan  | Joaquín Martínez Abellán | Ariles Adjaoud Dragan Dešić           |
| Fino a 66 kg  | Stéfan Clément    | Vladimiros Matias        | Hrachia Malkhasian Ismael Navarro     |
| Fino a 71 kg  | Franck Hassli     | Mohamed Zarouri          | Vassilios Myxakis                     |
| Fino a 75 kg  | Ricardo Gil       | Juan José Ruiz           | Carlos Thomas                         |
| Fino a 80 kg  | Goran Bulatović   | Rafael Samurgaszew       | Nikolaos Warkas                       |
| Fino a 85 kg  | Samba Diong       | Jesús Gasca              | Pedro Jacinto García Reginaldo Santos |
| Fino a 98 kg  | Leokratis Kesidis | Narek Setaghyan          | Luc Zanetton                          |
| Fino a 130 kg | Nemanja Pavlović  | Branko Živanović         | Boban Živanović Alexandros Papadatos  |

#### Lotta libera
| Evento        | Oro                     | Argento               | Bronzo                           |
| Fino a 57 kg  | Juan Pablo González     | Theoharis Kalinidis   | Carlos Álvarez                   |
| Fino a 61 kg  | Levan Metreveli         | Adil Adili            | Nikolaos Aruzmanidis             |
| Fino a 65 kg  | Yunier Castillo         | Stelios Mama          | Adam Vella                       |
| Fino a 70 kg  | Andreas Triantafyllidis | Jonathan Álvarez Díaz | Airam González                   |
| Fino a 74 kg  | Georgios Savvoulidis    | Aron Caneva           | Alberto Martínez                 |
| Fino a 86 kg  | Taimuraz Friev          | Timofei Ksenidis      | Daniel Rama                      |
| Fino a 97 kg  | Micheil Tsikovani       | Alexios Kaouslidis    | Damian Iglesias Héctor Rodríguez |
| Fino a 125 kg | Ioannis Arzoumanidis    | José Cuba             | Aris Theodoridis                 |

### Donne

#### Lotta libera
| Evento       | Oro                      | Argento           | Bronzo               |
| Fino a 48 kg | Liliana Costa dos Santos | Eugenia Bustabad  | Nekane Cepas         |
| Fino a 53 kg | Vania Gomes Guerreiro    | Aitzane Gorria    | Marina Rueda         |
| Fino a 55 kg | Karima Sánchez           | Elif Yanık        | Francesca Indelicato |
| Fino a 58 kg | Blanca Rodríguez         | Ayşe Vatansever   | Virginia Tsaknaki    |
| Fino a 60 kg | Nuray Karadağ            | Maialen Guelbenzu | Lydia Pérez          |
| Fino a 63 kg | Dalma Caneva             | Agoro Papawasiliu | Aurora Fajardo       |
| Fino a 69 kg | Maria Luiza Wrioni       | Aslı Tuğcu        | Ana García Quirós    |
| Fino a 75 kg | Maider Unda              | Noelia Lalin      | Estefanía Ramírez    |